# Andança
Andance és un municipi francès situat al departament de l'Ardecha i a la regió d'Alvèrnia-Roine-Alps. L'any 2007 tenia 1.119 habitants.

## Demografia

### Població
El 2007 la població de fet d'Andance era de 1.119 persones. Hi havia 504 famílies de les quals 176 eren unipersonals (92 homes vivint sols i 84 dones vivint soles), 148 parelles sense fills, 148 parelles amb fills i 32 famílies monoparentals amb fills.
La població ha evolucionat segons el següent gràfic:
Habitants censats

### Habitatges
El 2007 hi havia 569 habitatges, 503 eren l'habitatge principal de la família, 25 eren segones residències i 40 estaven desocupats. 389 eren cases i 179 eren apartaments. Dels 503 habitatges principals, 295 estaven ocupats pels seus propietaris, 189 estaven llogats i ocupats pels llogaters i 19 estaven cedits a títol gratuït; 2 tenien una cambra, 48 en tenien dues, 126 en tenien tres, 160 en tenien quatre i 166 en tenien cinc o més. 345 habitatges disposaven pel capbaix d'una plaça de pàrquing. A 252 habitatges hi havia un automòbil i a 172 n'hi havia dos o més.

### Piràmide de població
La piràmide de població per edats i sexe el 2009 era:
| Homes | Edats   | Dones |
| ----- | ------- | ----- |
| 0     | 95 o +  | 0     |
| 0     | 90 a 94 | 4     |
| 4     | 85 a 89 | 12    |
| 16    | 80 a 84 | 16    |
| 0     | 75 a 79 | 20    |
| 32    | 70 a 74 | 36    |
| 28    | 65 a 69 | 32    |
| 16    | 60 a 64 | 24    |
| 32    | 55 a 59 | 16    |
| 40    | 50 a 54 | 40    |
| 28    | 45 a 49 | 24    |
| 40    | 40 a 44 | 40    |
| 44    | 35 a 39 | 32    |
| 28    | 30 a 34 | 28    |
| 52    | 25 a 29 | 32    |
| 48    | 20 a 24 | 36    |
| 48    | 15 a 19 | 20    |
| 40    | 10 a 14 | 24    |
| 36    | 5 a 9   | 24    |
| 20    | 0 a 4   | 8     |

## Economia
El 2007 la població en edat de treballar era de 715 persones, 532 eren actives i 183 eren inactives. De les 532 persones actives 470 estaven ocupades (261 homes i 209 dones) i 61 estaven aturades (22 homes i 39 dones). De les 183 persones inactives 66 estaven jubilades, 55 estaven estudiant i 62 estaven classificades com a «altres inactius».

### Ingressos
El 2009 a Andance hi havia 494 unitats fiscals que integraven 1.100 persones, la mediana anual d'ingressos fiscals per persona era de 16.145,5 €.

### Activitats econòmiques
Dels 57 establiments que hi havia el 2007, 1 era d'una empresa alimentària, 2 d'empreses de fabricació d'elements pel transport, 2 d'empreses de fabricació d'altres productes industrials, 8 d'empreses de construcció, 11 d'empreses de comerç i reparació d'automòbils, 4 d'empreses de transport, 6 d'empreses d'hostatgeria i restauració, 1 d'una empresa financera, 4 d'empreses immobiliàries, 4 d'empreses de serveis, 10 d'entitats de l'administració pública i 4 d'empreses classificades com a «altres activitats de serveis».
Dels 21 establiments de servei als particulars que hi havia el 2009, 1 era una gendarmeria, 1 oficina de correu, 1 una oficina bancària, 1 funerària, 3 tallers de reparació d'automòbils i de material agrícola, 1 autoescola, 1 paleta, 2 guixaires pintors, 2 lampisteries, 4 perruqueries i 4 restaurants.
Dels 3 establiments comercials que hi havia el 2009, 1 era un supermercat, 1 una botiga de més de 120 m² i 1 una botiga de menys de 120 m².
L'any 2000 a Andance hi havia 25 explotacions agrícoles que ocupaven un total de 208 hectàrees.

## Equipaments sanitaris i escolars
L'únic equipament sanitari que hi havia el 2009 era una farmàcia.
El 2009 hi havia 2 escoles elementals.

## Poblacions més properes
El següent diagrama mostra les poblacions més properes.